# 千曲荘病院
千曲荘病院（ちくまそうびょういん）は、長野県上田市にある医療機関である。1958年に遠藤利治が開設した。診療科目は精神科、神経科、心療内科である。

## 沿革
- 1958年8月 遠藤利治が上田市下紺屋町に上田精神病院千曲荘を開設（病床数30）。
- 1969年10月 良導絡開始。
- 1980年5月 病棟2棟完成。
- 1991年10月 精神科デイケア認可、業務開始。
- 1993年6月 精神科作業療法認可、業務開始。
- 2000年4月 遠藤謙二が院長に就任。
- 2001年4月 地域活動支援センター「やすらぎ」が開所した。
- 2003年2月 東棟落成。
- 2014年4月 南棟落成。

## 診療科
- 精神科
- 神経科
- 心療内科

## 医局
精神科医師21名、内科医師1名の体制である。

## 薬局
薬剤師4名、薬剤補助1名の体制である。

## 施設
- 1階 デイケアなごみ、デイケアチャンス、売店、プラタナスホール
- 2階 総合受付、外来診療、検査、東2階病棟、西病棟
- 3階 東3階病棟、南3階病棟、西病棟
- 4階 南4階病棟

## デイケア
- なごみ
- チャンス

## 併設施設
- メンタルクリニック上田
- 多機能型事業所「ピア・ちくま」
- 地域活動支援センター「やすらぎ」
- 認知症グループホーム「アルテミス」
- 精神科訪問看護ステーション「ポプラ」
- 院内保育所 ひよこの家

## 認定
- 病院機能評価認定